# Buigny-l’Abbé
Buigny-l’Abbé (picardisch: Boégny-l’Abé) ist eine nordfranzösische Gemeinde mit 337 Einwohnern (Stand 1. Januar 2022) im Département Somme in der Region Hauts-de-France. Die Gemeinde liegt im Arrondissement Abbeville und ist Teil der Communauté de communes Ponthieu-Marquenterre und des Kantons Rue.

## Geographie
Die Gemeinde liegt rund drei Kilometer südlich von Saint-Riquier und fünf Kilometer westnordwestlich von Ailly-le-Haut-Clocher. Sie wird im Süden von der früheren Route nationale 35 begrenzt. Die Autoroute A16 verläuft knapp südlich des Gemeindegebiets. Das Gemeindegebiet liegt im Regionalen Naturpark Baie de Somme Picardie Maritime.

## Geschichte
Funde belegen eine Besiedelung in gallo-römischer und frühfränkischer Zeit.

## Einwohner
| 1962 | 1968 | 1975 | 1982 | 1990 | 1999 | 2006 | 2011 | 2017 |
| ---- | ---- | ---- | ---- | ---- | ---- | ---- | ---- | ---- |
| 305  | 316  | 324  | 308  | 324  | 333  | 318  | 338  | 311  |

## Sehenswürdigkeiten
- Kirche Saint-Jean-Baptiste aus dem 16. Jahrhundert mit Glockenturm aus dem 19. Jahrhundert[1]
- Kriegerdenkmal

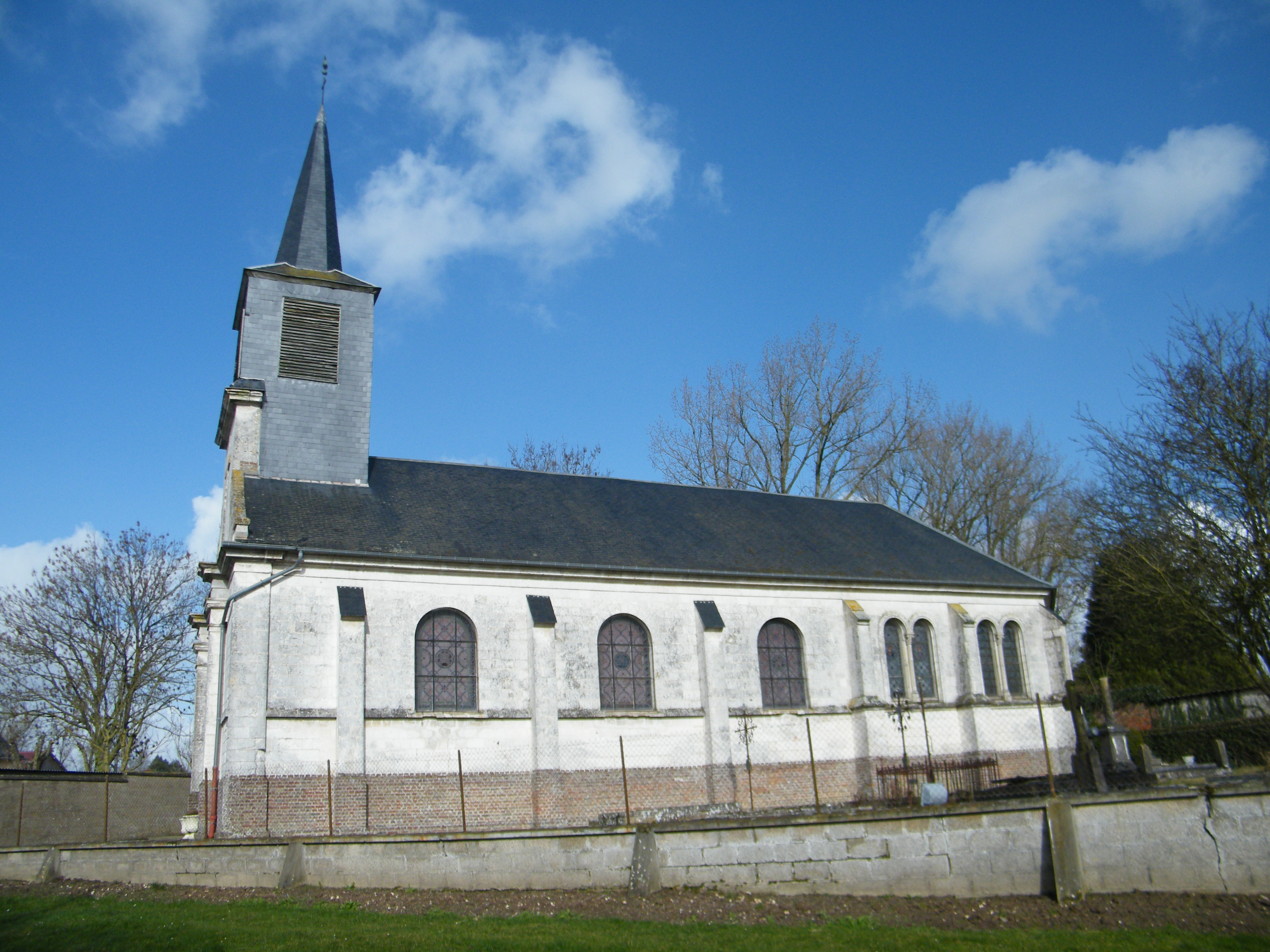
Kirche Saint-Jean-Baptiste
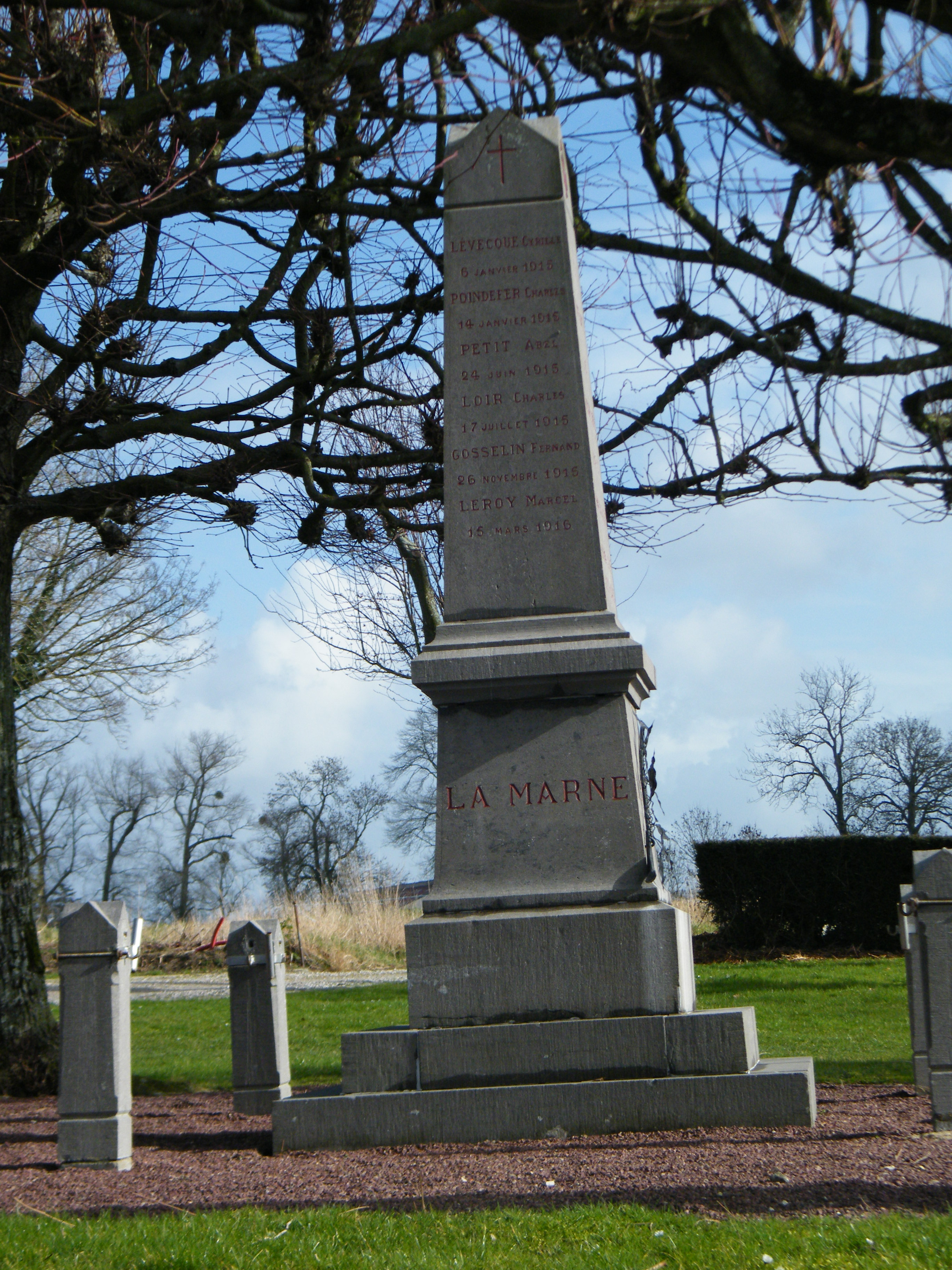
Kriegerdenkmal